# Bandiera del Mississippi
La bandiera del Mississippi, la terza della storia dello stato, è stata adottata a seguito di un processo di cambiamento che è culminato nel referendum del 3 novembre 2020.
Essa presenta un campo centrale blu, con due bande laterali rosse, separate dal campo centrale da due sottili strisce dorate. Al centro si trova un fiore di magnolia, circondato da un arco di venti stelle a cinque punte bianche che culminano con una stella più grande dorata e chiuso in basso dalla scritta "IN GOD WE TRUST" ("confidiamo in Dio"), il motto dello stato. Il fiore di magnolia è un simbolo tradizionale dello stato, legato all'ospitalità dei suoi cittadini; è inoltre simbolo di speranza e rinascita poiché la magnolia fiorisce più di una volta nella lunga stagione di fioritura. Le stelle bianche sono venti a significare che il Mississippi è stato il ventesimo stato ad aderire all'Unione; la stella dorata più grande rappresenta i popoli nativi americani che vivevano nel territorio dello stato prima della colonizzazione degli europei. I colori riprendono in gran parte quelli della bandiera degli Stati Uniti d'America: il blu rappresenta giustizia, perseveranza e vigilanza, il rosso forza e valore; l'oro delle strisce sottili e dello stame del fiore rappresenta la ricchezza culturale dello stato.
La bandiera è stata disegnata da Rocky Vaughan, col supporto grafico di Sue Anna Joe, Kara Giles e Dominique Pugh.

## Bandiera del 1861

Bandiera del Mississippi adottata il 26 gennaio 1861

Versione alternativa della bandiera adottata il 26 gennaio 1861

Quando il Mississippi si separò dall'Unione il 9 gennaio 1861, come simbolo dell'indipendenza fu esposta fuori dal municipio di Jackson una bandiera Bonnie Blue, composta da una stella bianca su un campo blu.
Il 26 gennaio il Mississippi adottò una bandiera, nota col nome di Magnolia Flag, che prevedeva la Bonnie Blu nel cantone in alto a sinistra, e un albero di magnolia al centro. Il Comitato incaricato di stabilire la bandiera ed il sigillo dello stato presentò i suoi suggerimenti per la prima:
Una Bandiera con lo sfondo bianco, un albero di magnolia al centro, un campo azzurro nell'angolo inferiore [più tardi corretto in superiore], con una stella bianca nel centro – completata con un bordo rosso ed una frangia rossa all'estremità.
L'albero di magnolia seguiva l'adozione da parte della Carolina del Sud di un palmetto sulla sua bandiera di Stato. Il cantone azzurro derivava dalla bandiera Bonnie Blue issata dalla Repubblica della Florida occidentale durante la sua breve esistenza nel 1810. Il significato del bordo rosso non fu spiegato, ma il modo in cui era stato descritto, in unione con la frangia, causò qualche confusione circa la sua collocazione. Come era scritto non era chiaro se il bordo rosso con la frangia dovesse decorare soltanto il lato opposto all'inferitura o se dovesse circondare l'intera bandiera, lasciando solo la frangia sul lato opposto all'inferitura. A vedere l'interpretazione data dai residenti in Mississippi nel 1861, predominò l'ultima opinione.
Quale parte della sua sovranità la nuova Repubblica del Mississippi costituì l'Armata del Mississippi (confederazione) della forza di otto reggimenti. Quattro brigadieri generali furono promossi dallo stato ed i reggimenti si sarebbero dovuti costituire in quattro appuntamenti. Quattro bandiere da pennone sarebbero state ordinate per questi appuntamenti. Questa è l'unica azione dello stato conosciuta per rifornire le bandiere adottate a gennaio.
Sebbene lo stato non fornisse bandiere per le compagnie di volontari che presto accorsero in massa per difendere l'onore del Mississippi, le patriottiche signore dello stato sarebbero venute in aiuto di queste compagnie. Mentre la bandiera abitualmente fornita alle compagnie in formazione era la bandiera nazionale confederata del primo modello, sopravvivono almeno tre bandiere sul modello di quella adottata il 26 gennaio. Due di queste sono in seta con la magnolia disegnata (o in un caso, solo il fiore di magnolia) e la terza è in stamina con la magnolia applicata. In tutti i casi il bordo rosso si estende intorno a tutti i lati della bandiera (in una di esse si ferma al cantone). La frangia rossa si estende a tutti i lati in due bandiere ma è attaccata solo al lato più esterno nella terza. Le dimensioni variano considerevolmente, non vi è una misura comune.
Sebbene dal marzo 1861 fosse comunemente usata la bandiera confederata del primo modello, due delle tre bandiere di stato del Mississippi erano state in uso all'inizio del 1862, una delle quali fu catturata in aprile e l'altra in maggio.

## Bandiera del 1894

Bandiera del Mississippi dal 1894 al 2020

La Magnolia Flag fu la bandiera ufficiale del Mississippi fino al 1894, quando venne adottata la seconda versione. Essa era composta da tre bande orizzontali di colore blu, bianco e rosso con la bandiera confederata nel cantone in alto a sinistra.
Dal 2003 (quando la bandiera della Georgia è stata cambiata) fino al 2020 fu l'unica bandiera di uno Stato degli Stati Uniti d'America che aveva raffigurata nel suo disegno la bandiera degli Stati Confederati d'America.

## Il referendum del 2001

Bandiera proposta nel 2001

Nel 2001 venne proposto un referendum per modificare la bandiera dello stato. Il referendum proponeva di sostituire la bandiera degli stati confederati, considerata irrispettosa per gli afroamericani, con un cerchio di venti stelle: 13 stelle in rappresentanza dei tredici stati che per primi composero l'Unione, sei stelle per rappresentare gli stati sotto i quali è stato territorio il Mississippi (indiani d'America, Francia, Spagna, Gran Bretagna, Stati Uniti e Stati Confederati). Una stella grande al centro in rappresentanza dello stato stesso. Inoltre il numero complessivo delle stelle avrebbe richiamato il fatto che il Mississippi sia stato il 20º stato ad entrare a far parte dell'Unione.
Il referendum venne bocciato con il 64,39% dei votanti contrari al cambio.

## Il cambio del 2020

Bandiera proposta nel 2020

Il 30 giugno 2020, il governatore repubblicano Tate Reeves, ha firmato la legge che cancella i simboli confederati dalla storica bandiera dello Stato. Di conseguenza, lo stato non ha avuto una bandiera ufficiale per poco più di quattro mesi. Una commissione di nove membri ha deciso il nuovo emblema dello Stato, che è stato poi sottoposto al voto popolare in un referendum il 3 novembre 2020, in concomitanza con le elezioni del Presidente e dei membri del Congresso. I risultati del referendum hanno confermato l'approvazione della nuova bandiera con un ampio margine (oltre il 71% dei voti favorevoli).